# Katharina Schmidt (Kunsthistorikerin)
Katharina Schmidt (* 1935 in St. Goar) ist eine deutsche Kunsthistorikerin, Kuratorin und Museumsdirektorin.

## Leben und Wirken
Schmidt studierte Theatergeschichte, Kunstgeschichte, Philosophie und Psychologie an den Universitäten München und Wien. 1968 wurde sie promoviert. Von 1972 bis 1980 arbeitete sie als Kuratorin an der Kunsthalle Düsseldorf. Dort verantwortete sie unter anderen Ausstellungen und Kataloge von Yaacov Agam (1963), Gotthard Graubner (1977) und Farbräume, Farbraumkörper, Arbeiten auf Papier (1977).
Von 1981 bis 1985 leitete Schmidt die Staatliche Kunsthalle Baden-Baden und trat mit Ausstellungen über Bruce Nauman (1981), Rebecca Horn (1981), Jannis Kounellis (1982) und Cy Twombly (1984) hervor. 1984 zeigte sie Zeichnungen von Georges Seurat, 1985 widmete sie eine Ausstellung der Chinesischen Malerei der Ming und Quing-Dynastien („Im Schatten hoher Bäume“).
1985 wurde sie zur Direktorin an das Kunstmuseum Bonn berufen, das sie bis 1992 leitete. In dieser Zeit war sie für den Museumsneubau zuständig. 1992 wurde sie, als Nachfolgerin von Christian Geelhaar, Direktorin der Öffentlichen Kunstsammlung Basel (Kunstmuseum Basel mit Emanuel Hoffmann-Stiftung). 2001 trat Schmidt in den Ruhestand.
Sie gehört zahlreichen internationalen Fachgremien und kulturellen Stiftungen an. Sie ist Mitglied in der Jury des Roswitha Haftmann-Preises und kuratiert Ausstellungen, unter anderen im Kunstmuseum Bern Ferdinand Hodler. Eine symbolistische Vision  (2007). Katharina Schmidt lebt in Zürich.

## Auszeichnungen
- 1990 ART Cologne-Preis für Ausstellungen und wissenschaftliche Begleitung der Gegenwartskunst
- 1994 Bundesverdienstkreuz 1. Klasse der Bundesrepublik Deutschland

## Schriften (Auswahl)
- Yaacov Agam: Bilder und Skulpturen, Städtische Kunsthalle, Düsseldorf 1973.
- Farbräume, Farbraumkörper, Arbeiten auf Papier. Städtische Kunsthalle, Düsseldorf 1977.
- Gotthard Graubner. Städtische Kunsthalle, Düsseldorf, 1977.
- mit Klaus Herding: Les voyages secrets de Monsieur Courbet: unbekannte Reiseskizzen aus Baden, Spa und Biarritz. Staatliche Kunsthalle Baden-Baden 1984.
- Sigmar Polke – Zeichnungen, Aquarelle, Skizzenbücher, 1962–1988. Zur Ausstellung im Kunstmuseum Bonn, Wienand 1988.